# کرونوسلاو یورچیچ
کرونوسلاو یورچیچ (به کرواتی: Krunoslav Jurčić) (زادهٔ ۲۶ نوامبر ۱۹۶۹) بازیکن سابق و سرمربی فوتبال اهل کرواسی است. از باشگاه‌هایی که در آن بازی کرده‌است می‌توان به سمپدوریا، دینامو زاگرب، تورینو و تیم ملی فوتبال کرواسی اشاره نمود.

## دوران بازی
یورچیچ فوتبال حرفه‌ای را از باشگاه فوتبال دینامو زاگرب در سال ۱۹۸۸ آغاز کرد و در ادامه به تیم‌های اینتر زاپرشیچ (سال ۱۹۹۱) و ایسترا (سال ۱۹۹۳) ملحق شد. در سال ۱۹۹۵ به تیم بورن بلژیک پیوست و پس از یک فصل مجدداً به دینامو زاگرب بازگشت و مدت سه فصل در این تیم ماند و در سال ۱۹۹۸ با این تیم در مرحلهٔ گروهی لیگ ملت‌های اروپا حضور یافت. دوران حرفه‌ای فوتبال او با سه فصل حضور در تیم‌های ایتالیایی تورینو و سمپدوریا ادامه یافت تا این‌که مجدداً در سال ۲۰۰۲ به کرواسی بازگشت و در تیم سلاون بلوپو مشغول به بازی شد. دوران حضور او در عرصهٔ فوتبال به عنوان بازیکن در سال ۲۰۰۴ و با تیم سلاون کرواسی پایان یافت.
یورچیچ ۲۱ بار برای تیم ملی فوتبال کرواسی انتخاب شد. وی همچنین سه بازی در جام جهانی فوتبال ۱۹۹۸ برای این تیم به میدان رفت. تیم ملی فوتبال کرواسی به مقام سوم و مدال برنز این رقابت‌ها دست یافت.

## دوران مربیگری
یورچیچ دوران مربیگری خود را از لیگ فوتبال کرواسی و با تیم ماین ایسترا ۱۹۶۱ آغاز نمود. در فصل اول مربیگری وی، تیم ماین ایسترا ۱۹۶۱ فصل ۲۰۰۵–۲۰۰۶ را در جایگاه ششم جدول به پایان رساند که بهترین نتیجهٔ باشگاه تا آن زمان محسوب می‌شود. فصل بعد، پیشنهاد سرمربی‌گری تیم سلاون بلوپو را دریافت کرد و با این تیم به رتبهٔ دوم جدول (بهترین جایگاه در تاریخ باشگاه) دست یافت و مجوز حضور در رقابت‌های جام اروپا را کسب نمود. در سال ۲۰۰۸ این باشگاه را ترک کرد و در ۵ مارس ۲۰۰۹ به تیم سابق خود و قهرمان رقابت‌های کرواسی، دینامو زاگرب پیوست و با این تیم توانست به اولین عناوین دوران مربی‌گری خود با قهرمانی در در لیگ دسته اول فوتبال کرواسی در فصل‌های ۲۰۰۸–۲۰۰۹ و ۲۰۰۹–۲۰۱۰ و جام کرواسی در سال ۲۰۰۹ دست پیدا کند. یورچیچ در ۱۹ مه ۲۰۱۰ از سمت مربی‌گری تیم فوتبال دینامو زاگرب کناره‌گیری کرد.
در سال ۲۰۱۱ پس از استعفای وحید خلیلهوژیچ مجدداً به تیم دینامو زاگرب بازگشت و در دسامبر همین سال، پس از بازی با لیون در رقابت‌های لیگ قهرمانان اروپا، به علت کسب نتایج ضعیف و عدم امتیازگیری در این مسابقات از تیم اخراج شد.
یورچیچ مدتی به عنوان تحلیل‌گر فوتبال در مجلات ورزشی و در حین برگزاری مسابقات فعالیت داشت. وی مدتی به عنوان دستیار ایگور اشتیماتس سرمربی تیم ملی فوتبال کرواسی پس از مسابقات جام ملت‌های اروپا ۲۰۱۲ مشغول به فعالیت بود. در اواخر نوامبر سال ۲۰۱۲ مجدداً به دینامو زاگرب بازگشت و جایگزین آنته چاچیچ شد.
در ۲۲ اوت ۲۰۱۳ پس از شکست خانگی دینامو زاگرب برابر آستریا وین در مرحله حذفی لیگ اروپا، از کار برکنار شد.
در ۲۰ فوریه ۲۰۱۶ پس از شکست خانگی تیم فوتبال ماریبور از هدایت این تیم برکنار شد.
در ۲۸ اوت ۲۰۱۶ با قراردادی دو ساله، هدایت تیم فوتبال آدانااسپور ترکیه را بر عهده گرفت.
در ۱۰ نوامبر ۲۰۱۷ به عنوان استعدادیاب با فدراسیون فوتبال عربستان سعودی مشغول به همکاری شد.
در سال ۲۰۱۸ با تیم فوتبال النصر عربستان سعودی قراردادی امضا کرد و در ۲۸ ژوئن ۲۰۱۸ به عنوان سرمربی تیم فوتبال بنی یاس امارات مشغول به کار شد.